# Live (album Maanamu)
Live – trzeci koncertowy album zespołu Maanam wydany w listopadzie 1986 roku nakładem wytwórni Rogot. Album nagrano w Krakowie, Bydgoszczy, Berlinie i Stuttgarcie. W 2000 roku została wydana reedycja albumu zarówno na płycie kompaktowej jak i kasecie magnetofonowej.
W lipcu 2021 materiał został wydany po raz pierwszy na czerwonej podwójnej płycie winylowej (płyta 1) i kompaktowej wraz z nagraniami z albumu koncertowego Kminek dla dziewczynek z 1983.

## Lista utworów
strona 1
1. „Polskie ulice” (muz. M. Jackowski, R. Olesiński, B. Kowalewski, P. Markowski) – 3:38
2. „Stoję, stoję, czuję się świetnie” (muz. M. Jackowski – sł. O. Jackowska) – 3:48
3. „Och, ten Hollywood” (muz. M. Jackowski – sł. O. Jackowska) – 3:12
4. „Jest już późno, piszę bzdury” (muz. M. Jackowski – sł. O. Jackowska) – 4:45
5. „Parada słoni i róża” (muz. M. Jackowski – sł. O. Jackowska) – 5:42

strona 2
1. „Kocham cię kochanie moje” (muz. M. Jackowski – sł. O. Jackowska) – 5:34
2. „Raz-dwa-raz-dwa” (muz. M. Jackowski – sł. O. Jackowska) – 1:55
3. „Espana For Ever” (M. Jackowski, R. Olesiński) – 4:30
4. „Die Grenze” (muz. M. Jackowski – sł. O. Jackowska) – 5:05
5. „French Is Strange” (muz. M. Jackowski – sł. O. Jackowska) – 3:05

## Skład
- Kora – śpiew
- Marek Jackowski – gitara
- Ryszard Olesiński – gitara
- Bogdan Kowalewski – gitara basowa
- Paweł Markowski – perkusja

Personel
- Jacek Mastykarz, Jan Głowacki – realizacja
- Ewa Martyniuk – projekt graficzny